# Cuc de Lambton
El Cuc de Lambton és una criatura llegendària del folklore anglès, un monstre que va habitar Lambton, una petita localitat al comtat de Tyne i Wear, al nord-est d'Anglaterra.

## Llegenda
Segons la llegenda, el jove John Lambton en comptes d'anar a la missa del diumenge va anar a pescar al riu Wear. Enutjat per no pescar res, va començar a pronunciar improperis amb gran escàndol de la gent que passava per allà per anar a l'església. A la seva canya finalment s'hi va enganxar un animal desconegut, allargat i d'aspecte repugnant. En John va decidir llançar-lo immediatament a un pou. Un desconegut que passava per allà li digué que l'estranya criatura era un mal presagi.
John, penedit de la seva conducta, va marxar a Terra Santa a combatre els infidels. Mentrestant, la bèstia va anar creixent i el pou es va quedar petit per contenir-la. Va créixer tant que segons la llegenda va arribar a ser capaç d'envoltar tres vegades (en algunes versions de la llegenda nou vegades) amb el seu cos un turó anomenat Worm Hill a Fatfield (en algunes versions era Penshaw Hill). El cuc es va convertir en un malson per a la gent de la contrada, perquè devorava ovelles, es bevia la llet de les vaques i destruïa els boscos. Per evitar la seva ira, l'havien de calmar cada dia oferint-li una gran quantitat de llet i menjars deliciosos.
Molts cavallers valents van intentar matar el cuc de Lambton, i alguns fins i tot van arribar a tallar en dos el seu llarg cos, però l'animal era capaç d'unir-se de nou, mentre que els seus rivals poques vegades sortien sans i estalvis de l'enfrontament. Després de set anys John Lambton va tornar a casa i en veure el dany que la criatura causava i en adonar-se que es tractava d'aquell estrany animal que havia capturat anys abans, va decidir de lluitar-hi.
Amb una armadura coberta de puntes afilades, John es va asseure en una roca al costat del riu. Quan la bèstia el va veure el va voler encerclar amb el seu cos, estrenyent-lo i clavant-se les puntes de l'armadura, i va quedar malferida. John va tallar en dos l'animal amb l'espasa, i una part se'n va anar riu avall amb el corrent, de manera que la bèstia aquesta vegada no es va poder refer i, finalment va sucumbir.
La maledicció de la bèstia deia que qui la matés també havia de matar la primera criatura vivent que es trobés. En cas contrari, una maledicció colpejaria la família Lambton durant nou generacions que moririen de forma violenta. Coneixedor d'això, John havia acordat amb el seu pare que un cop la bèstia fos derrotada aquest deixaria anar el gos. No obstant això, el pare, ple de felicitat per la mort de cuc, s'oblidà del gos i va córrer a trobar el seu fill. John però, no va ser capaç de matar el seu pare, i així la maledicció va colpejar nou generacions de la família Lambton.

## Obres inspirades en la llegenda
- La llegenda del cuc de Lambton va inspirar una cançó escrita el 1867 per C. M. Leumane.
- Sherlaw Robert Johnson va compondre l'òpera El cuc de Lambton (1978), amb llibret d'Anne Ridler.
- El llibre El cau del cuc blanc de Bram Stoker (autor de Dràcula) s'inspira en la llegenda.[6]
- La pel·lícula El cau del cuc blanc (1988) de Ken Russell, es basa en la novel·la de Stoker.